# Joseph Uhrig Brewing Company
Die Joseph Uhrig Brewing Company war eine US-amerikanische Brauerei in St. Louis.

## Geschichte
Die Joseph Uhrig Brewing Company wurde 1839 in St. Louis als Camp Spring Brewery gegründet. Gründer waren die deutschen Auswanderer Joseph und Ignatz Uhrig und ein weiterer Geschäftspartner namens Anton Kraut, welcher zwei Jahre nach der Gründung verstarb. Seitdem operierte die Brauerei unter dem Namen Joseph Uhrigs.
Um das Problem der Lagerung zu lösen, wurde ein nahe gelegenes Grundstück, welches dem Arzt William Beaumont gehörte und von einem Höhlensystem untertunnelt war, gekauft. Zwischen Brauerei und Höhle bauten die Uhrig-Brüder einen Tunnel mit einem Verbindungsgleis. So konnte das gebraute Bier auf direktem Weg zum Lagerraum transportiert werden. Die Höhle wurde Stück für Stück vergrößert und mit Backsteinen verkleidet, um Wassereinfluss zu verhindern.
In den 1850er Jahren war die Uhrig-Brauerei der erste Hersteller von Bockbier in St. Louis. Während dieser Zeit wurde die Brauerei mit mehreren Qualitätspreisen geehrt, unter anderem einer Auszeichnung für ihr Lager-Bier auf der St. Louis Fair im Jahr 1857.
Der spätere Leiter und Mitbesitzer der Joseph Schlitz Brewing Company, August Uihlein, war von 1860 bis 1867 als Buchhalter und General Manager angestellt.
Nach dem Tod der Uhrig-Brüder musste die Brauerei innerhalb weniger Jahre schließen, da sie den Konkurrenzkampf gegen Anheuser-Busch nicht überstand.

## Uhrig’s Cave
Aufgrund der konstant kühlen Temperatur in der Höhle eröffneten die Brüder eine Gaststätte, die Uhrig’s Cave. Zu dieser gehörte auch ein Biergarten. Während der 1850er Jahre gelangte die Gaststätte zu lokaler Popularität. Es wurden Konzerte und Theaterstücke aufgeführt.
Die Firma wurde während der 1860er Jahre an Chris Nunce verkauft. Während des amerikanischen Bürgerkriegs wurden keine Veranstaltungen in der Höhle abgehalten. Im Juni 1861 wurde ein Regiment der Home Guard in der Höhle stationiert. Erst im Jahr 1879 wurde sie wieder eröffnet.
Im Jahr 1884 wurde der Besitz an den Gastronom Thomas McNeary verkauft. Unter seiner Leitung und mit der Hilfe seines Bruders erlebte Uhrig’s Cave den Höhepunkt ihrer Popularität. Bis zu 3000 Menschen fanden im Gästeraum Platz. Bekannte Schauspieler wie John Drew, Julia Marlow, Augustin Daly und Della Fox traten in der Cave auf. Uhrig’s  Cave war das erste Gasthaus in St. Louis, das elektrisches Licht verwendete.
Die erfolgreiche Zeit endete im Jahr 1888, da die McNeary-Brüder ihre Schanklizenz verloren. Von 1900 bis 1908 wurde die Höhle unter anderem als Theater, Rollerskatebahn, Bowlingbahn und Pilzfarm verwendet. 
1908 stürzten große Teile der Höhle beim Bau des St. Louis Coliseum ein. Die vom Einsturz nicht betroffenen Tunnel wurden während der Zeit der Prohibition als Handelsplatz für illegalen Alkohol und als Spelunke (eng. „Speakeasy“) verwendet.